# 壱岐国際航空
壱岐国際航空株式会社（いきこくさいこうくう、英語：Iki International Airlines）とは、2001年（平成13年）から翌年にかけて日本の九州で航空路線を運航していた航空会社である。

## 概要

### 設立
壱岐国際航空は、福岡県福岡市の福岡空港と長崎県石田町（当時、現壱岐市）にある壱岐空港を結ぶ地域ローカル路線に参入するために設立された。運航機材は日本エアコミューターで運用されていたドルニエ Do 228-200（ドイツ製双発ターボプロップ機、機体記号:JA8835）を導入し、1999年3月に会社設立がなされた。登記上の本店は福岡空港内にあった。
これは当時、エアーニッポンが運航していた福岡 - 壱岐線が九州郵船の高速船との競合により運航停止においこまれており、空白路線になっていたため、そこに参入しようというものであった。

### 就航
壱岐国際航空は2001年11月22日に、1日3便（後に4便）で前述の路線に就航した。社名にもあるように将来的には近距離（韓国）の国際航空路線にも参入する意欲があった。

### 撤退
しかし、営業状態が悪く運転資金が欠乏したため、2002年1月16日に運休（同年9月17日に廃止）し、航空事業から撤退した。これは上記にあるような高速船との競争の他、同じ路線に2001年7月からオリエンタルエアブリッジが1日2便を就航させており、競争に敗れたためであった。
そのため、壱岐国際航空の機体は売却、社員も解雇され、当時開設されていたホームページも閉鎖された。
なお、オリエンタルエアブリッジの福岡 - 壱岐線は2003年1月8日に廃止された。

### その後
- 会社自体はその後もしばらく存続しており、「路線再開のための収益確保」と称してインターネットを使った電話サービス事業を行っていたといわれる。2001年12月を最後に登記がなく放置状態であったため、2014年度の休眠会社の整理の対象となり、2015年1月20日付でみなし解散となった。
- 当会社の社長はのちにコンサルティング会社の社長に転じたが、2011年にネステージの水増し増資事件に関与した罪で逮捕された[1]。